# Hiroki Nakayama
Hiroki Nakayama (født 13. december 1985) er en japansk tidligere professionel fodboldspiller.
Han har spillet for flere forskellige klubber i sin karriere, herunder Kyoto Sanga FC.